# Pescolanciano
Pescolanciano est une commune italienne de la province d'Isernia dans la région Molise en Italie. Elle est située dans le Haut-Molise (Alto Molise), région essentiellement de montagne avec des villages situés au-dessus de 800 mètres d'altitude.

## Histoire
Important château fortifié construit au XIIe siècle appartenant à la famille D'Alessandro (de Naples). Le village est situé sur un tratturo. Il s'agit du parcours de transhumance effectué par les bergers et leurs moutons des Abruzzes en direction des Pouilles (Castel di Sangro-Lucera). Les tratturi sont devenus d'importantes voies de communications à travers les siècles (du XIVe au XVIIIe siècle). 

## Événement commémoratif
- Fête de la patronne, sainte Anne, le 25 et le 26 juillet.
- Procession des covoni (= gerbes de blé décorées de fleurs) en remerciement à la sainte patronne du village pour avoir sauvé les récoltes lors du tremblement de terre de 1805.

## Fêtes, foires
- San Domenico (4 octobre), Sainte-Barbe (4 décembre)

## Administration
| Période                                  | Période  | Identité        | Étiquette     | Qualité |
| ---------------------------------------- | -------- | --------------- | ------------- | ------- |
| 8 juin 2009                              | En cours | Alfredo Marrone | Liste Civique |         |
| Les données manquantes sont à compléter. |          |                 |               |         |

### Hameaux
La Castagna

### Communes limitrophes
Agnone, Carovilli, Chiauci, Civitanova del Sannio, Miranda, Pietrabbondante, Sessano del Molise.

## Personnalités
Giovanni Giuseppe d'Alessandro (1656-1715), duc de Pescolanciano,  auteur du traité d'équitation Pietra paragone dei cavalieri.